# José Luis Escrivá
José Luis Escrivá Belmonte (Albacete, 5 de diciembre de 1960) es un economista, auditor fiscal y político español, actual gobernador del Banco de España desde 2024
Economista experto en análisis económico y en econometría, fue presidente de la Autoridad Independiente de Responsabilidad Fiscal (AIReF) desde 2014 hasta 2020, así como presidente de la Red de Instituciones Fiscales Independientes de la Unión Europea entre 2015 y 2019. También en el ámbito económico, ha sido jefe de la División de Política Monetaria del Banco Central Europeo entre 1999 y 2004 y director para América del Banco Internacional de Pagos entre 2012 y 2014.
En el año 2020, el socialista Pedro Sánchez le escogió para ser ministro de Inclusión, Seguridad Social y Migraciones, cargo que desempeñó hasta noviembre de 2023. Posteriormente, en el tercer Gobierno del socialista, ejerció como ministro para la Transformación Digital y de la Función Pública hasta su nombramiento como gobernador del Banco Central.

## Biografía

### Primeros años, familia y formación
Nació en Albacete el 5 de diciembre de 1960. Hijo del traumatólogo Joaquín Escrivá Reig, presidente del Albacete Balompié entre 1953 y 1955; sobrino segundo de Carlos Belmonte, arquitecto alcalde de Albacete entre 1956 y 1960, que dio nombre al estadio principal de la capital manchega, y primo segundo de Carmina Belmonte, que en 1991 se convirtió en la primera mujer española en alcanzar la alcaldía de una capital en unas elecciones. Está casado y tiene dos hijos.
Fue educado en el colegio público San Fernando de la capital albaceteña. Con 18 años se trasladó a la capital de España para estudiar Ciencias Económicas en la Universidad Complutense de Madrid (UCM).

### Trayectoria profesional
Inició su trayectoria en el Banco de España, donde desempeñó diferentes puestos en el Servicio de Estudios, y continuó posteriormente en Europa, donde participó activamente en el proceso de integración monetaria desde 1993 como asesor del Instituto Monetario Europeo. 
Con la creación de la Unión Monetaria fue nombrado jefe de la División de Política Monetaria del Banco Central Europeo en Frankfurt desde 1999 hasta 2004. Entre 2004 y 2012 trabajó en el Grupo BBVA, primero como economista-jefe y director del Servicio de Estudios y, a partir de 2010, como director gerente del Área de Finanzas Públicas. Entre 2012 y 2014 fue director para América del Banco Internacional de Pagos de Basilea.

#### Presidente de la AIReF y de EUIFIS
En febrero de 2014 fue nombrado el primer presidente de la Autoridad Independiente de Responsabilidad Fiscal (AIReF), órgano creado por el Gobierno de España presidido por Mariano Rajoy a instancias de la Unión Europea para la fiscalización de las cuentas públicas, el cual presidió hasta enero de 2020 tras su nombramiento como ministro.
Además, en noviembre de 2015 pasó a desempeñar la presidencia de la Red de Instituciones Fiscales Independientes de la Unión Europea (EUIFIS) con sede en Bratislava desde su creación en 2015. Fue reelegido para el cargo en 2017 y, tras finalizar su mandato en noviembre de 2019, Seamus Coffey, presidente de la autoridad irlandesa, fue elegido nuevo presidente.

### Ministro de Inclusión, Seguridad Social y Migraciones
En enero de 2020, el presidente del Gobierno Pedro Sánchez lo eligió para estar al frente del nuevo Ministerio de Inclusión, Seguridad Social y Migraciones, un departamento de nueva creación que asumió las funciones del anterior Ministerio de Trabajo, Migraciones y Seguridad Social en todo lo relativo a la Administración de la Seguridad Social y las políticas gubernamentales sobre migraciones e inclusión social, y del Ministerio de Hacienda, en lo relativo a clases pasivas.
Fue nombrado por el Rey de España y juró ante este el 13 de enero de 2020. Al mismo tiempo, cesó como presidente de la AIReF.
El ministro compareció por primera vez en la Comisión de Trabajo, Inclusión, Seguridad Social y Migraciones del Congreso de los Diputados el 27 de febrero de 2020, donde explicó las líneas generales de la política de su departamento. En ella, explicó, que la gestión de su ministerio rotaría en torno a tres grandes áreas: pensiones —garantizar un sistema de pensiones suficiente y sostenible—, políticas de inclusión —establecer nuevas políticas inclusivas que reduzcan la desigualdad, la incertidumbre y la exclusión social— y migraciones —nuevo marco legal que ordene y de seguridad al migrante—, todas ellas, afirmó el ministro, buscando un amplio consenso.

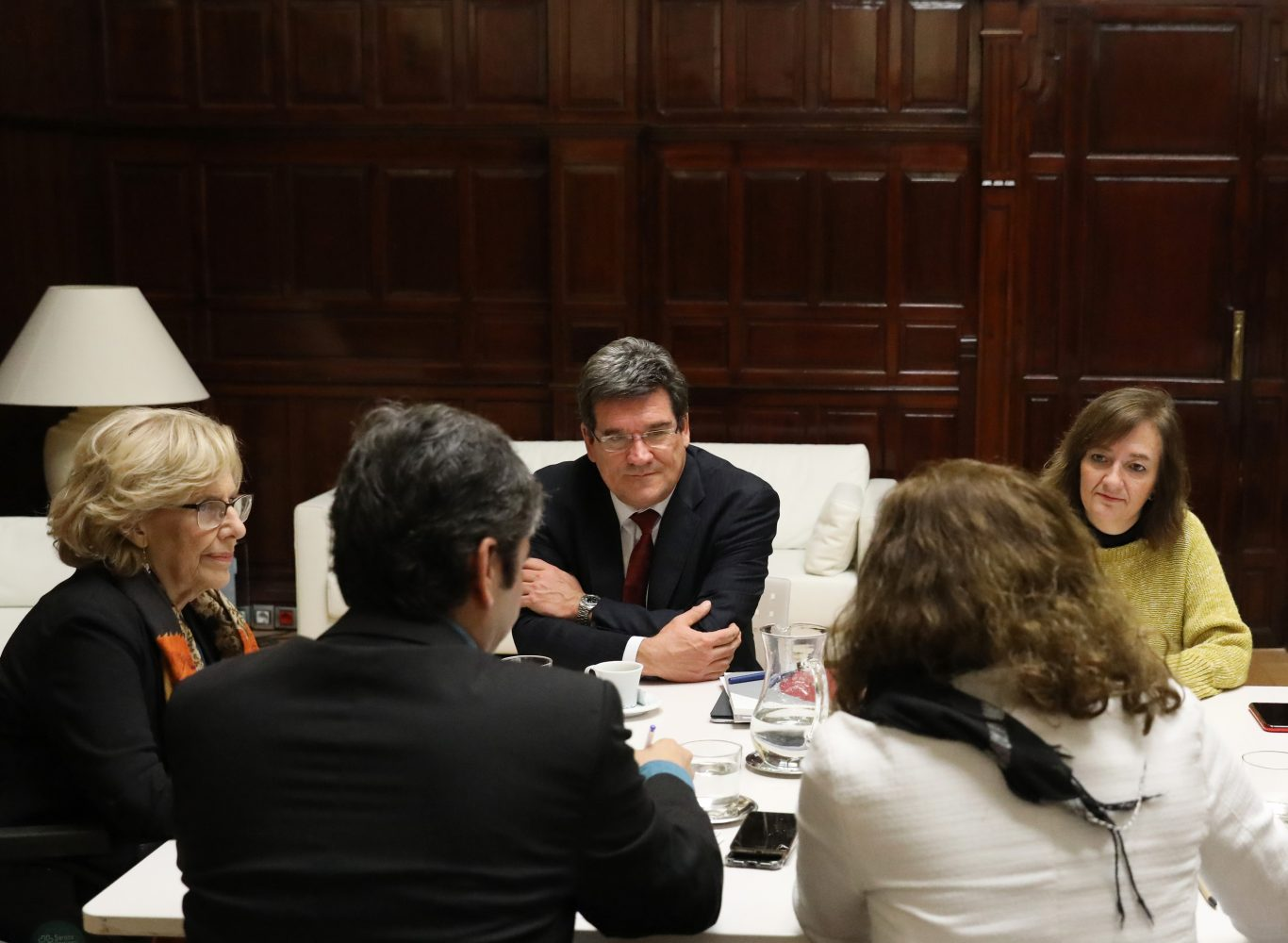
José Luis Escrivá en una reunión de trabajo con la alcaldesa de Madrid Manuela Carmena en su etapa de presidente de la AIReF

Una de las medidas que el ministro propuso en dicha comisión en lo relativo a la inclusión, fue el diseño de un ingreso mínimo vital (IMV). Esta es, dijo el ministro en su comparecencia, la política más relevante que llevará a cabo la nueva Secretaría General de Objetivos y Políticas de Inclusión y Previsión Social.

#### Ingreso mínimo vital
Con motivo de la pandemia de COVID-19 que afectó con fuerza a España, se aceleraron los trabajos en torno a este nuevo ingreso mínimo vital, una medida apoyada también por el socio de la coalición gubernamental, Unidas Podemos, a través del Ministerio de Derechos Sociales y Agenda 2030.

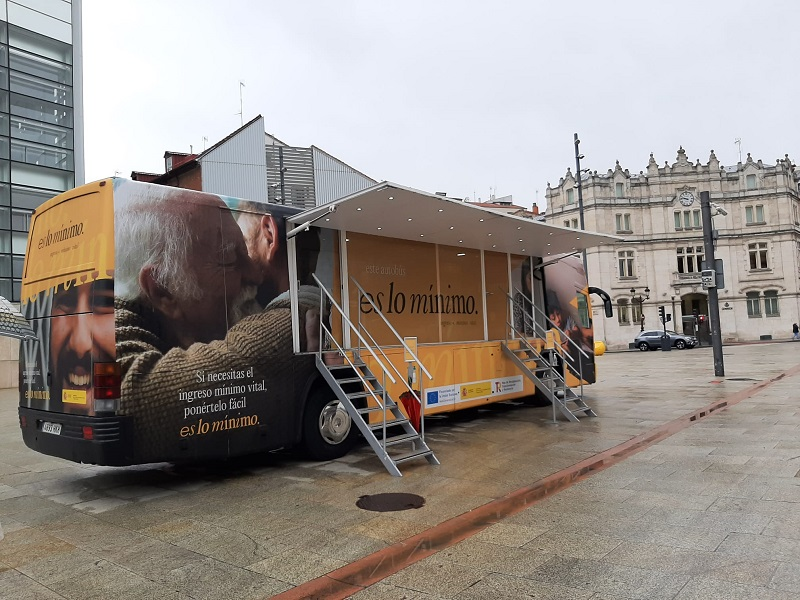
Autobús informativo del IMV en Burgos.

El ministro Escrivá, líder del proyecto del ingreso mínimo vital, afirmó en abril de 2020 que se estaban ultimando los últimos flecos, y que el ingreso mínimo —que tendría carácter permanente—, sería aprobado en mayo y beneficiaría a aproximadamente tres millones de personas. El IMV, diseñado por el Ministerio de Inclusión, Seguridad Social y Migraciones a través del Instituto Nacional de la Seguridad Social (INSS) y la Secretaría General de Objetivos y Políticas de Inclusión y Previsión Social, con la colaboración de la Agencia Estatal de Administración Tributaria (AEAT) y del Ministerio de Derechos Sociales y Agenda 2030, fue finalmente aprobado por el Consejo de Ministros el 29 de mayo. El Congreso de los Diputados ratificó el instrumento al mes siguiente y a finales de 2021 las Cortes aprobaron la Ley 19/2021, de 20 de diciembre, por la que se establece el ingreso mínimo vital, que reemplazó al Real decreto-ley del Gobierno.

#### Crisis de Afganistán
Tras la caída de Kabul en manos de los talibanes, que supuso la creación de facto del Emirato Islámico de Afganistán, se le encargó al Ministerio de Inclusión, Seguridad Social y Migraciones establecer un refugio temporal en la Base Aérea de Torrejón de Ardoz para todos los colaboradores afganos de las Fuerzas Armadas Españolas durante los casi veinte años de despliegue en dicho país. En este refugio pasarían como máximo 72 horas, hasta que el Ministerio les reubicase en centros de acogida. Además, el Presidente del Gobierno ofreció a España como un centro de operaciones para gestionar la llegada de los colaboradores de la Unión Europea, también en la mencionada base aérea. Las bases de Morón y Rota también se establecieron como centros de refugiados, principalmente para los rescatados por Estados Unidos.

### Ministro de Transformación Digital y Función Pública

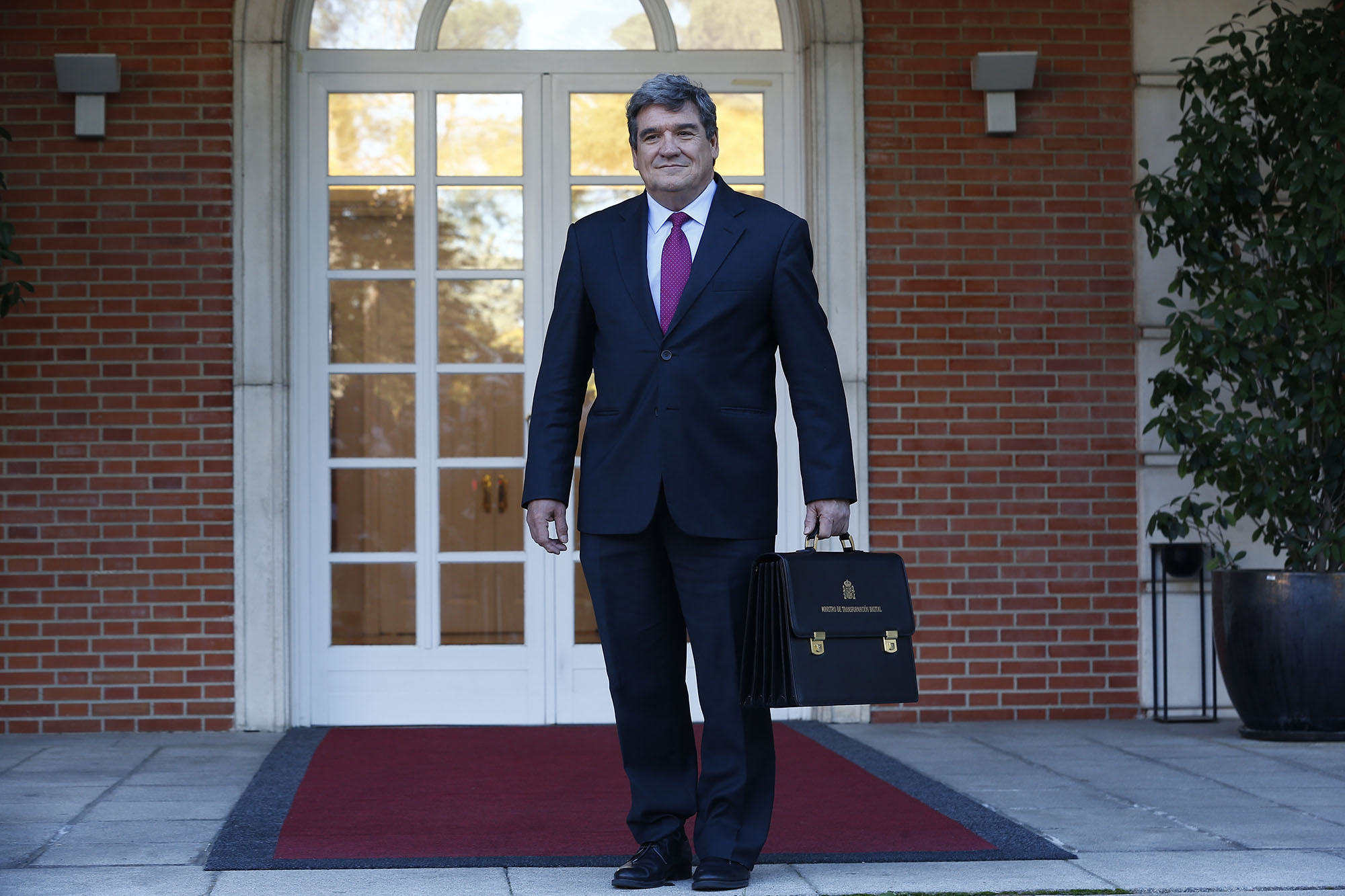
Escrivá tras su posesión como ministro de Transformación Digital.

El 21 de noviembre de 2023, tomó posesión como titular del Ministerio de Transformación Digital, una cartera de nueva creación que asumió las competencias digitales que anteriormente tenía el Ministerio de Economía encabezado por Nadia Calviño. Este hecho fue interpretado por algunos medios como una forma de mantener a Escrivá a la espera de que se resuelva la candidatura de Calviño a la presidencia del Banco Europeo de Inversiones, que supondría su salida del Gobierno y ser reemplazada por Escrivá.
Finalmente, Carlos Cuerpo asumió la titularidad de la cartera de Economía, mientras que Escrivá se mantuvo como ministro de Transformación Digital, aumentando sus competencias al asumir el área de función pública del Ministerio de Hacienda.
En su breve mandato al frente del ministerio —9 meses—, desde este Departamento impulsó la puesta en marcha de la Agencia Española de Supervisión de la Inteligencia Artificial (AESIA), así como la transformación de la Sociedad Estatal de Microelectrónica y Semiconductores (SEMYs) en la Sociedad Española para la Transformación Tecnológica (SETT), un holding público similar a la SEPI pero con el objetivo de agrupar y encauzar toda la inversión estatal en nuevas tecnologías. También impulsó la creación de un Centro de Industrias del Español en La Rioja para impulsar las nuevas tecnologías en español y envió al Congreso una nueva ley de Función Pública para su aprobación.
Más polémico fue el anuncio que hizo el 6 de julio de 2024, informando que el Gobierno estaba desarrollando una aplicación móvil llamada Cartera Digital Beta con el fin de restringir el acceso al contenido pornográfico en internet para los menores de edad mediante el uso de credenciales digitales. Según el ministro, la aplicación estaría disponible para su uso a finales de septiembre de 2024. El anuncio de esta medida, que fue apodada popularmente como «pajaporte», generó controversia debido a las dudas sobre su eficacia y las preocupaciones sobre la posible invasión de la privacidad de los usuarios.

### Gobernador del Banco de España
El 4 de septiembre de 2024, el ministro de Economía comunicó a la Comisión de Economía, Comercio y Transformación Digital del Congreso de los Diputados la propuesta de Escrivá como nuevo gobernador del Banco de España, una decisión personal del presidente del Gobierno. La decisión fue duramente criticada por el partido mayoritario de la oposición, aunque el Gobierno se amparó en que otros cargos públicos como la presidenta del Banco Central Europeo, Christine Lagarde y el vicepresidente, Luis de Guindos, también fueron ministros antes de asumir un cargo similar. Posteriormente, el presidente del Gobierno hizo un anuncio oficial al respecto, alabando el currículum e independencia de Escrivá, y comunicando que Óscar López Águeda sería el nuevo ministro de Transformación Digital. Tomó posesión el 6 de septiembre de 2024.

## Publicaciones
- La demanda de dinero en España: definiciones amplias de liquidez, en colaboración con Juan José Dolado Llobregad, Madrid, Banco de España, 1991. ISBN 84-7793-089-9
- Ecuaciones de demanda para los nuevos agregados monetarios, en colaboración con Alberto Cabrero y María Teresa Sastre de Miguel, Madrid, Banco de España, 1992. ISBN 84-7793-187-9
- La evolución del control monetario en España, en colaboración con Juan Ayuso Huertas, Madrid, Banco de España, 1993. ISBN 84-7793-256-5
- El mecanismo de transmisión de tipos de interés en España, en colaboración con A.G. Haldane, Madrid, Banco de España, 1994. ISBN 84-7793-299-9